# Qui est Mara Dyer ?
Qui est Mara Dyer ? (titre original : The Unbecoming of Mara Dyer) est le premier roman d'une trilogie centrée autour du personnage de Mara Dyer. Il a été écrit par Michelle Hodkin et publié le 27 septembre 2011 en version originale, aux éditions Simon & Schuster Books For Young Readers à New York. La série a été saluée par la critique, et le second tome de la trilogie, The Evolution of Mara Dyer, a été l'un des best-sellers du New York Times.
Ce livre a été traduit en français par Elsa Ganem. Il a été publié le 14 mai 2014 aux éditions Panini.

## Présentation de la série

### Présentation du tome 1: Qui est Mara Dyer?
Mara Dyer se réveille dans un lit d'hôpital à Rhode Island, incapable de se souvenir des raisons l'ayant amenée ici. Peu à peu, les souvenirs lui reviennent : entraînée par ses deux meilleures amies, Claire et Rachel, et son petit ami Jude dans un vieil immeuble, les trois amis se sont retrouvés coincés, et le vieux bâtiment s'est effondré sur eux, la laissant seule survivante de cet accident incompréhensible. 
Pour lui permettre de prendre un nouveau départ, sa famille décide de changer d’État. Direction la Floride, nouvelle école, nouvel environnement, mais rapidement, Mara comprend qu'elle ne pourra pas se débarrasser de cet accident traumatique. Hallucinations, voix, prémonitions deviennent omniprésents, jusqu'à lui faire perdre la tête. Où est la limite entre réalité et fiction ? Accompagnée de Noah, un camarade de classe aussi charmant que mystérieux, Mara Dyer est bien déterminée à découvrir la vérité derrière cet accident dont elle ne se souvient que très peu… et à dessiner une ligne claire entre la réalité, et le fruit de son imagination perturbée. 

### Résumé
L'histoire commence par un flashback. Laurelton, Rhode Island. Mara Dyer et ses deux meilleures amies, Claire et Rachel, fêtent l'anniversaire de cette dernière. Elles décident de jouer avec une planche ouija, et d'interroger les esprits sur leur avenir. Rachel demande alors aux esprits comment elle va mourir. La pièce bouge alors sur la planche, et, doucement, épelle quatre lettres. M-A-R-A. 
Le chapitre suivant nous ramène au présent, et au réveil de Mara dans un lit d'hôpital, confuse. Rapidement, ses parents lui apprennent qu'elle était victime d'un accident : un vieil immeuble s'est effondré sur elle, ses deux meilleures amies Claire et Rachel, et Jude, son petit ami. Elle est la seule survivante. Perdue dans des souvenirs qu'elle n'a plus, Mara s'interroge sur ce qu'il s'est réellement passé, cette nuit-là. 
Huit semaines plus tard, Mara et sa famille ont déménagé, pour permettre à l'adolescente de prendre un nouveau départ. Direction Miami, en Floride. Mais ce nouvel environnement, cette nouvelle école, cette nouvelle vie, n'enlève pas à Mara toute la confusion ressentie à la suite de l'accident. Peu à peu, elle se met à voir des choses. Des silhouettes dans les miroirs, des ombres qui la suivent. Des voix. Des fantômes, les fantômes de ses amis disparus.
Au lycée, Mara fait la rencontre de Noah, un garçon charmant à l'accent anglais dévastateur. Sa proximité avec le jeune homme ne l'aide pas à se faire des amis, loin de là : jalouses, toutes les filles de l'école la rejettent. Heureusement, l'adolescente rencontre ensuite Jamie, un jeune homme excentrique qui lui apporte éclats de rire et soutiens face aux autres filles de l'école. 
Un jour, alors qu'elle arrive en avance au lycée, Mara décide de faire un petit tour dans le quartier. Elle découvre alors dans le jardin d'une maison, un chien tremblant, recouvert de cicatrices, attaché par un cadenas, et en très mauvaise santé. Face au propriétaire désagréable, la colère l'envahit face à cette maltraitance animale, et Mara ne pense qu'à une chose. Une pensée cruelle, violente. Elle souhaite alors que le propriétaire meurt. Le lendemain elle appelle le service de maltraitance animale, afin de dénoncer cette cruauté. En repassant devant la maison, une ambulance, et la police sont déjà sur les lieux. Le propriétaire du chien est mort, exactement comme Mara l'avait imaginé. 
Un peu plus tard, c'est le même sort qui est réservé à l'une de ses professeurs de lycée, Mme Diaz, sa professeur d'espagnol. Mara souhaite, dans un accès de colère, qu'elle s'étouffe avec sa propre langue. Quelques heures plus tard, c'est ce qui arrive, et sa professeur y succombe. De quels genres de pouvoir Mara Dyer est-elle dotée? Et, comment les contrôler?!
Après le kidnapping de son petit frère Joseph, Mara et Noah se lancent dans une course contre la montre, contre une ombre invisible, pour le sauver, dans les marécages de Everglades. Qui l'a kidnappé, et surtout, pourquoi?! Incontrôlable, toujours aux proies avec les fantômes qui la hantent et des pouvoirs qu'elle ne peut pas contrôler, Mara est sur le point de craquer. Pour traverser les marécages, elle tue une centaine d'alligators par la simple pensée. Après le sauvetage de son petit frère, Mara découvre alors qu'elle n'est pas seule dans l'histoire : Noah, lui aussi, a un talent particulier, bien différent du sien. Il est capable de guérir, alors qu'elle est capable de tuer. Deux opposés dans une bataille dont ils ne connaissent pas l'ennemi. 
Au fur et à mesure que le temps passe, Mara est toujours envahie par des souvenirs de cette nuit traumatique où ses amies et son petit ami sont décédés. La mémoire lui revient peu à peu, et elle découvre alors que, juste avant que l'immeuble ne s'effondre, son petit ami Jude avait essayé d'abuser d'elle sexuellement. 
Complètement dépassée par les événements, Mara se rend alors au commissariat dans le but de se dénoncer de tous les crimes qu'elle a commis. Tout dévoiler, et espérer qu'ils puissent faire quelque chose. En attendant son tour, elle entend une voix familière. Cachée sous une casquette de baseball, l'air complètement naturel, se trouve Jude. Il est toujours en vie.

### Structure et genre du livre

#### Genre
La série de livres Mara Dyer appartient au genre traditionnellement appelé dans les pays anglophones de « young adult » (jeunes adultes en français). La littérature « young adult » comprend des livres étant majoritairement destinés aux jeunes adultes à partir de 14 ans et jusqu'à 25 ans environ. En France, ce genre n'existe pas réellement : la catégorie de jeunes adultes comprend plus des lectures destinées aux adolescents jusqu'à 19 ans environ. Les livres « young adult » sont qualifiés ainsi, car ils ont pour personnages principaux des jeunes adultes expérimentant leurs années lycées, comme c'est le cas pour Mara Dyer dans cet ouvrage, qui a 17 ans. 
Ce livre et les deux livres qui complètent la trilogie -non traduits en Français, The Evolution of Mara Dyer et The Redemption of Mara Dyer-, appartiennent au genre de la Fantasy, et plus précisément au sous-genre du paranormal, car de nombreux éléments de l'ouvrage correspondent à la définition du terme, en cela que beaucoup d'éléments dans l'ouvrage sont à priori inexplicables de façon scientifique.

#### Structure
L'histoire est écrite selon un point de vue narratif interne, à la première personne. Ainsi, nous suivons le point de vue du personnage principal, Mara Dyer, tout au long de la lecture. Nous connaissons les pensées et les actions de ce personnage et, en lisant ce livre, nous l'incarnons parfaitement.
Les chapitres sont partagés de façon irrégulière entre le passé (avant l'accident) et présent (après).

### La véritable histoire derrière Mara Dyer
La série de livres Mara Dyer a été inspirée de faits réels, relatés par l'auteur sur son site internet
En 2007, lors d'un voyage à New York pour une audience, Michelle Hodkin a été greffée à une conversation. C'était une femme, dont la fille adolescente avait été dans un accident avec ses amis, et était la seule survivante. Elle souffrait de trouble de stress post-traumatique, un symptôme que Michelle Hodkin connaissait bien. 
Cette femme envisageait de poursuivre en justice le propriétaire de l'immeuble. Après plusieurs échanges d'informations, Michelle Hodkin a accepté de lui donner la référence d'un autre avocat, bien équipé pour les prendre en main. 
Lors de leur discussion, une jeune fille apparut derrière la femme. Elle était belle, mais avait l'air comme hantée, laissant à croire qu'il y avait plus, bien plus dans l'histoire que ce que sa mère en savait.
Cette nuit-là, Michelle Hodkin a commencé à écrire les premiers mots de l'histoire de Mara Dyer. Une histoire grandissante, avec cette fille au cœur, dont le nom signifiait, « amertume» en Hébreu. 
Quelques semaines plus tard, Michelle Hodkin commença à recevoir des colis, avec à l'intérieur, des images. Des photographies d'un immeuble en ruines. Un carnet de dessins. Michelle a continué à écrire, et les enveloppes et colis continuaient à arriver.
Et, un jour, une lettre d'une adolescente. Ce qui y était écrit semblait impossible à croire, et pourtant.

### Courte présentation de l'auteur, Michelle Hodkin
Michelle Hodkin est née le 31 mai 1982 à Miami, en Floride. 
Après un diplôme en Anglais de l'Université de New York, Michelle Hodkin souhaitait poursuivre une carrière dans le professorat. Mais, à la suite d'une visite dans un abri pour animaux, elle choisit de poursuivre ses études en droit dans le Michigan. À seulement 23 ans, elle décrocha son diplôme de droit. 
Spécialisée dans les affaires contre le terrorisme, Michelle Hodkin était avocate en 2007, lors de sa rencontre avec ce qui inspira l'histoire de Mara Dyer.

## Réception

### Critiques
La trilogie de Mara Dyer fait partie des best-sellers du New York Times, de USA Today et de Publishers Weekly. De nombreux auteurs influents ont notamment fait l'éloge de ce premier tome. Cassandra Clare, auteur de la série best-seller La Cité des Ténèbres, a décrit ce premier tome comme étant « hantant, comme un rêve » et Veronica Roth, auteur du best-seller récemment adapté en film, Divergent, a parlé du livre comme « délicieusement effrayant et bien pensé. » Lev Grossman, journaliste et auteur de la série Les Magiciens, a qualifié Michelle Hodkin de « l'un des plus grands talents de la littérature pour jeunes adultes ».
Les livres ont été loués par de nombreux médias outre-atlantique, notamment le Romantic Times, le site internet de MTV Hollywood Crush, ou encore le Los Angeles Times. 
Le troisième tome de la trilogie, The Retribution of Mara Dyer -indisponible en français pour le moment- a été sélectionné parmi les 10 meilleurs livres pour jeunes adultes de 2014 du site Time.com

### Récompenses
Aux États-Unis, pays d'origine de publication de l'ouvrage, Qui est Mara Dyer a été nommé à plusieurs reprises à de grands prix littéraires destinés à la littérature pour jeunes adultes :
Il apparaît dans la liste des nommés de l'American Library Association pour : 
- "Best Books for Young Adults"
- "Readers/ Choice"

Le livre a été également nommé pour les récompenses suivantes : 
- Blue Spruce YA Book Award Nominee (CO)
- The Flume: New Hampshire Teen Reader's Choice Award Nominee